# Barników
Barników [barˈnikuf] (tiếng Đức: Barnickshof) là một làng thuộc gmina Drawno, huyện Choszczno, Zachodniopomorskie, phía tây bắc Ba Lan.